# Waldemar Matysik
Waldemar Józef Matysik (Stanica Wielka, 27 settembre 1961) è un allenatore di calcio ed ex calciatore polacco, di ruolo centrocampista.

## Carriera
Ha giocato nella prima divisione polacca, in quella francese ed in quella tedesca.
Nel 1994 viene ingaggiato dal VfB Wissen, con cui disputò il campionato di Fußball-Regionalliga 1994-1995, corrispondente al terzo livello della piramide calcistica tedesca, chiuso al diciottesimo e ultimo posto del girone West/Südwest.

## Palmarès

### Club

#### Competizioni nazionali
- Campionato polacco: 3

Górnik Zabrze: 1984-1985, 1985-1986, 1986-1987

#### Competizioni internazionali
- Coppa delle Alpi: 1

Auxerre: 1987